# ネーサン・サイバーグ

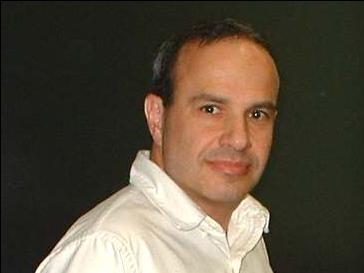
ネーサン・サイバーグ

ネーサン・サイバーグ（Nathan Seiberg、1956年9月22日 - ）は、アメリカ合衆国の理論物理学者。
イスラエル出身。テルアビブ大学卒業後、ワイツマン研究所で博士号を取得。現在はプリンストン高等研究所教授。
エドワード・ウィッテンとの共同研究で知られ、特にN=2のときの超対称ヤン・ミルズ理論の研究は有名。サイバーグ・ウィッテン理論を生み出した。

## 受賞歴
- 1995年 - オスカル・クラインメダル
- 1998年 - ハイネマン賞数理物理学部門
- 2012年 - 基礎物理学ブレイクスルー賞
- 2016年 - ICTPのディラック・メダル